# Bão Iota
Bão Iota là cơn bão Đại Tây Dương mới nhất được biết từng đạt cường độ cấp 4 và đã gây ra thiệt hại nghiêm trọng cho các khu vực ở Trung Mỹ đã bị tàn phá bởi cơn bão Eta chỉ hai tuần trước đó. Là cơn bão nhiệt đới thứ 31, tên bão thứ 30, bão lớn thứ 13, và cơn bão lớn thứ 6 trong mùa bão kỷ lục Đại Tây Dương 2020, Iota có nguồn gốc là một làn sóng nhiệt đới di chuyển vào phía đông biển Caribe vào ngày 10. Trong vài ngày tới, làn sóng này hội tụ hoàn thiện và đến 13 tháng 11, nó đã phát triển thành áp thấp nhiệt đới ở phía bắc Colombia. Áp thấp nhiệt đới mạnh lên thành bão nhiệt đới Iota 6 giờ sau đó. Ban đầu cơn bão bị ảnh hưởng bởi một số gió đứt, nhưng việc di chuyển tâm bão và gió đứt giảm thiểu đã cho phép Iota nhanh chóng mạnh lên thành bão vào ngày 15 tháng 11, sau đó nó trải qua quá trình tăng cường, trở thành một cơn bão cấp 5 vào ngày hôm sau. Điều này khiến năm 2020 trở thành mùa thứ năm liên tiếp kể từ năm 2016 có ít nhất một cơn bão cấp 5. Sau khi suy yếu đôi chút, bão Iota đã đổ bộ vào đông bắc Nicaragua như một cơn bão cấp 4, trở thành cơn bão mạnh nhất đổ bộ Nicaragua vào tháng 11 trong lịch sử được ghi nhận. Iota sau đó nhanh chóng suy yếu khi di chuyển vào đất liền, trước khi tan rã vào ngày 18 tháng 11.
Làn sóng tiền thân của Iota đã tạo ra lũ quét ở hầu hết các hòn đảo trong biển Caribe. Cảnh báo bão và báo động xoáy thuận nhiệt đới được ban hành lần đầu tiên vào ngày 14 tháng 11 ở Colombia, Nicaragua và Honduras, trong đó hai quốc gia sau vẫn đang phục hồi từ thiệt hại do ảnh hưởng của bão Eta chỉ hai tuần trước. Mưa lớn kết hợp với một đợt sóng nhiệt đới và Iota đã mang lượng mưa lớn đến các vùng của Colombia gây ra lũ quét và lở đất. Mưa cực lớn đã đổ xuống phần lớn Nicaragua gây ra lũ quét trên diện rộng do triều cường của bão gây ra. Lở bùn gây ra thiệt hại vật chất và làm thiệt mạng nhiều người. Ít nhất 61 người thiệt mạng do Iota, bao gồm ít nhất 28 người ở Nicaragua và 16 người ở Honduras, cùng các quốc gia khác. Có tới 41 người hiện đang mất tích.
Các kế hoạch cho nỗ lực cứu trợ ngay sau đó được tiến hành, bao gồm việc dựng lều, mở bệnh viện tạm thời, cung cấp thực phẩm và nước cho những người bị ảnh hưởng do bão. Mất điện do bão gây ra trong nhiều ngày đã được khôi phục. Cây cối đổ rạp và lối đi bị chặn đã cản trở việc cứu hộ khiến việc cứu hộ chậm lại. Các khoản quyên góp trị giá hàng triệu USD đã được trao cho các nước bị ảnh hưởng. Ước tính có khoảng 5,2 triệu người bị ảnh hưởng bởi cơn bão.

## Lịch sử khí tượng
Vào lúc 18:00 UTC vào ngày 8 tháng 11, Trung tâm Bão Quốc gia (NHC) bắt đầu theo dõi khu vực miền trung Caribê khi một đợt sóng nhiệt đới được dự báo là sẽ di chuyển vào khu vực này và có khả năng phát triển thành một vùng áp thấp. Sau đó, làn sóng đã tiến vào Đông Caribe vào lúc 06:00 UTC vào 10 tháng 11 và di chuyển về phía Tây sang một môi trường thuận lợi hơn để phát triển. Cuối ngày 11 tháng 11, làn sóng bắt đầu hoàn thiện hội tụ và đến 15:00 UTC vào 13 tháng 11, nó đã phát triển thành Áp thấp nhiệt đới thứ 31 ở miền nam Caribe, đánh dấu kể từ năm 2005 về việc nhiều áp thấp nhiệt đới nhất được ghi nhận trong một mùa. Sáu giờ sau, hệ thống này mạnh lên thành Bão nhiệt đới Iota. Sau khi bị ảnh hưởng bởi gió đứt và không khí khô, Iota bắt đầu mạnh lên nhanh chóng trên vùng nước ấm vào cuối ngày 14 tháng 11 khi đối lưu bắt đầu quấn quanh tâm bão. Lúc 06:00 UTC vào 15 tháng 11, Iota đạt đến trạng thái cuồng phong, trước khi tăng cường lên trạng thái bão cấp 2 lúc 00:00 UTC vào 16 tháng 11.
Đến 06:00 UTC vào 16 tháng 11, những người săn bão phát hiện ra rằng Iota đã trở thành một cơn bão lớn cấp 3, đánh dấu lần đầu tiên có hai cơn bão lớn được ghi nhận trong tháng 11. Họ cũng phát hiện thấy sét dữ dội trong màn hình theo dõi phía tây nam của Iota cùng với mưa đá, điều cực kỳ hiếm khi xảy ra do nhiệt độ ấm áp của những cơn bão đó. Chỉ 40 phút sau, lúc 06:40 UTC, Iota đã đạt đến cường độ bão cấp 4. Lúc 15h00 UTC, Iota tăng cường hơn nữa và trở thành bão cấp 5 đầu tiên của mùa bão đồng thời đạt cường độ cực đại với sức gió 160 mph (260 km/h) và áp suất trung tâm tối thiểu là 917 mb (27.08 inHg). Đây là ngày được ghi nhận mới nhất về cơn bão trở thành bão cấp 5 trên lưu vực Đại Tây Dương. Iota cũng là cơn bão Đại Tây Dương cấp 5 thứ hai trong tháng 11 được ghi nhận. Sau khi cường độ đạt đỉnh, áp suất của Iota dao động đôi chút trước khi nó suy yếu một chút xuống thành bão cấp 4 lúc 03:00 UTC vào ngày 17 tháng 11 khi cơn bão bắt đầu đổ bộ vào đất liền. Lúc 03:40 UTC, Iota đổ bộ dọc theo bờ biển đông bắc của Nicaragua, gần thị trấn Haulover, với sức gió ổn định 155 mph (250 km/h) và áp suất trung tâm là 920 mb (27,17 inHg). Vị trí đổ bộ của Iota là khoảng 15 dặm (25 km) về phía nam nơi bão Eta đổ bộ vào ngày 3 tháng 11 trước đó. Điều này cũng khiến Iota trở thành cơn bão mạnh nhất trong lịch sử được ghi nhận đổ bộ vào Nicaragua trong tháng 11.
Iota sau đó nhanh chóng suy yếu khi di chuyển qua địa hình miền núi ở Trung Mỹ, tụt xuống dưới mức trạng thái bão lớn lúc 09:00 UTC vào ngày 17 tháng 11 và dưới trạng thái bão lúc 18:00 UTC. Lõi bên trong của hệ thống suy yếu đã bị phá vỡ khi nó di chuyển qua Honduras, và Iota suy yếu thành áp thấp nhiệt đới vào ngày 18 tháng 11 lúc 09:00 UTC, khi nó di chuyển vào El Salvador. Sáu giờ sau khi hạ cấp này, trung tâm lưu thông cấp thấp của Iota tan rã và NHC đã đưa ra lời khuyến cáo cuối cùng về Iota.

## Ứng phó bão

Bão Iota mạnh lên nhanh chóng thành bão lớn.

Cảnh báo cơn bão nhiệt đới này lần đầu tiên được ban hành cho các đảo San Andrés và đảo Providencia của Colombia vào khoảng giữa trưa ngày 14 tháng 11. Ba giờ sau, một cảnh báo bão đã được ban hành cho Providencia, cũng như cảnh báo dọc theo bờ biển của chính phủ Nicaragua ở miền bắc nước này và chính phủ Honduras ở miền Đông nước này, với một cảnh báo đề phòng bão nhiệt đới cũng được ban hành cho Trung Honduras. Tất cả hoạt động theo dõi cuối cùng đã được nâng lên mức báo động, với một đồng hồ báo bão bổ sung cho San Andrés cũng như cảnh báo bão nhiệt đới cho trung nam Nicaragua. Phần còn lại của đường bờ biển Honduras, cũng như Quần đảo Bay, sau đó được đưa vào cảnh báo bão nhiệt đới vào ngày 16 tháng 11.
Oxfam đã phải tạm ngừng hoạt động trên khắp Nicaragua, Honduras, Guatemala và El Salvador do bão Eta để bảo vệ các công trình cứu trợ.

### Nicaragua
Nicaragua vẫn còn quay cuồng với ảnh hưởng của cơn bão Eta hai tuần trước đó, nhiều khu vực vẫn đang bị ngập lụt. Các thị trấn xung quanh Puerto Cabezas đã bị tàn phá bởi Eta và các tan hoang rải rác khắp khu vực. Hiệp hội Chữ thập đỏ và Trăng lưỡi liềm đỏ quốc tế nhấn mạnh nguy cơ ngập lụt trên diện rộng và lở đất do đất bị bão hòa hoàn toàn. Chính phủ Nicaragua đã mở 600 nơi trú ẩn và 63.000 người đã sơ tán trên toàn quốc. Một số cư dân lo sợ bị chết đói khi cư trú trong những nơi trú ẩn vì Eta đã phá hủy phần lớn mùa màng trong vùng. Chính phủ Đài Loan đã tặng 800 tấn gạo cho các khu vực dự kiến sẽ bị ảnh hưởng bởi cơn bão.

### Honduras
Khoảng 80.000 người đã được sơ tán khỏi các khu vực hiện đang bị lũ lụt. Ước tính có khoảng 100.000 người vẫn bị cô lập trên khắp Honduras sau hậu quả của cơn bão Eta trước đó khi bão Iota đổ bộ lúc này.

### El Salvador
Chính phủ El Salvador đã mở 1.000 nhà tạm lánh với sức chứa 30.000 người. Đến ngày 17/11, 700 người đã di dời khỏi nhà của họ.

## Đổ bộ và tác động
| Quốc gia / Lãnh thổ | Tử vong | Mất tích | Thiệt hại (2020 USD) | Chú thích                   |
| ------------------- | ------- | -------- | -------------------- | --------------------------- |
| Colombia            | 7       | 10       | không xác định       | [ 41 ] [ 42 ] [ 43 ] [ 44 ] |
| El Salvador         | 1       | 0        | không xác định       | [ 1 ]                       |
| Honduras            | 16      | 1        | không xác định       | [ 2 ]                       |
| Guatemala           | 6       | 0        | không xác định       | [ 4 ] [ 45 ]                |
| Nicaragua           | 28      | 29       | không xác định       | [ 1 ] [ 46 ] [ 47 ]         |
| Panama              | 3       | 1        | không xác định       | [ 3 ] [ 45 ]                |
| Venezuela           | 0       | 0        | không xác định       |                             |
| Tất ca:             | 61      | 41       | không xác định       |                             |

### Venezuela
Sóng nhiệt đới tiền thân của bão Iota đã tạo ra mưa lớn trên khắp Falcón của Venezuela, chủ yếu ở bán đảo Paraguaná. Tại thành phố Silva, lũ lụt đã ảnh hưởng đến 288 ngôi nhà. Thiệt hại về nhà cửa đã được báo cáo ở El Cayude và El Tranquero. Cộng đồng Santa Ana bị mất điện. Các quan chức Bảo vệ Dân sự khuyến cáo người dân về khả năng xảy ra lũ lụt dọc theo hồ chứa Matícora ở Mauroa, sông Barrancas và sông Quebrada de Uca. Một số trận lụt xảy ra ở bang Miranda.

### Colombia

#### Đất liền

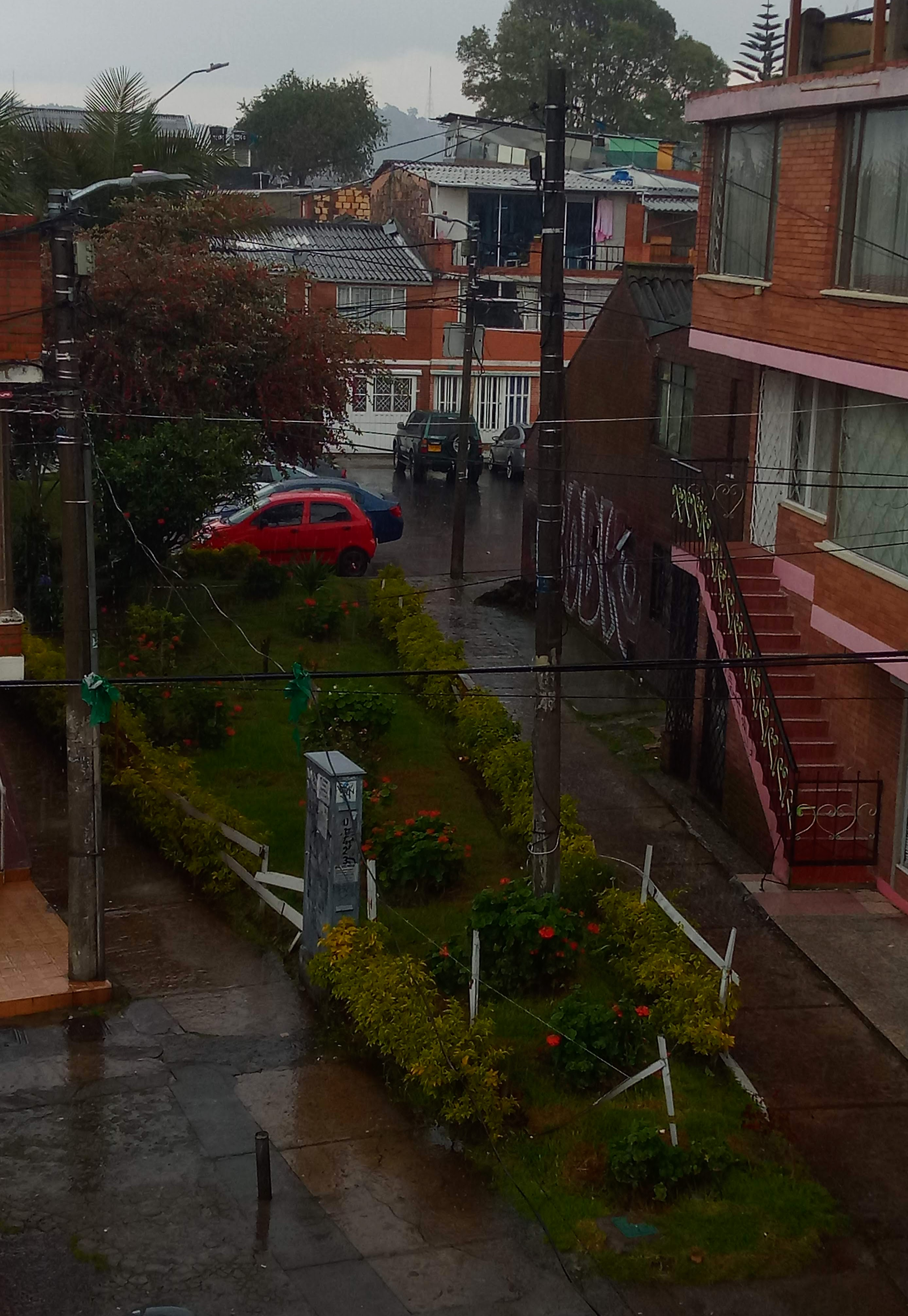
Mưa của bão Iota ở Bogotá, thủ đô của Colombia

Mưa lớn kèm theo sóng nhiệt đới và bão Iota nối tiếp đã gây ra thiệt hại trên diện rộng ở Colombia. Thiệt hại nặng nề nhất xảy ra tại khu vực Mohán của Dabeiba, nơi lở đất làm chết 3 người, 20 người bị thương và 8 người khác mất tích. Tám người đã được cứu khỏi đống đổ nát. Các trận lở đất đã phá hủy 67 ngôi nhà và làm hư hại 104 ngôi nhà khác cũng như ba trường học. Tổng cộng có 497 người bị ảnh hưởng trong cộng đồng. Khoảng 100 phương tiện bị kẹt do đá lở dọc theo tuyến đường giữa Dabeiba và Urabá. Lũ lụt đã ảnh hưởng đến 10 thành phố trực thuộc Trung ương thuộc Chocó; thị trấn Lloró đã bị cô lập sau khi cây cầu duy nhất vào cộng đồng này bị sập. Một trận lở đất ở Carmen de Atrato đã giết chết một người khi nhà của anh ta bị chôn vùi. Trên khắp Chocó, ước tính có khoảng 28.000 người bị ảnh hưởng. Một chiếc xe tải chở hai người đã biến mất khi một trận lở đất kéo chiếc xe này xuống sông Atrato. Tình trạng khẩn cấp đã được ban bố đối với 29 thành phố trực thuộc Bộ Santander, nơi có nhiều con sông đầy nước sắp tràn bờ. Một số gia đình đã phải sơ tán khỏi Cimitarra do nước dọc sông Carare dâng cao. Một vụ sập cầu dọc theo sông Chicamocha đã cô lập khoảng 1.000 người ở Carcasí và Enciso. Hơn 1.000 ngôi nhà đã bị hư hại tại Bộ Atlántico: 693 ở Malambo, 200 ở Candelaria và 150 ở Carreto.
Ước tính khoảng 70% Cartagena bị lũ lụt do ảnh hưởng trực tiếp của bão Iota, ảnh hưởng ước tính 155.000 người. Nhiều ngôi nhà bị hư hại hoặc bị phá hủy do lũ lụt và lở đất. Hai người chết ở khu phố San Pedro khi chiếc mô tô mà họ đang lái bị cuốn xuống kênh. Các quan chức thành phố đã chuyển Coliseo de Combate thành một nơi trú ẩn có sức chứa 200 người.

#### Providencia và San Andrés
Vào ngày 15–16 tháng 11, Iota đi qua gần Quần đảo xa xôi San Andrés, Providencia và Santa Catalina như một cơn bão cấp 5. Tâm bão đi ngang qua Providencia ở khoảng cách 11 dặm (18 km), nhưng cơn bão vẫn có tác động trực tiếp (dù không phải là đổ bộ) trên đảo, gây thiệt hại mô tả là "chưa từng có" theo lời Tổng thống Iván Duque Márquez. Đây là lần đầu tiên một cơn bão cấp 5 tấn công trực tiếp đất nước. Liên lạc với hòn đảo bị mất vào ngày 16 tháng 11, kéo dài hơn 20 giờ. Ước tính có khoảng 98–99 phần trăm các công trình kiến trúc trên đảo đã bị hư hại hoặc phá hủy, bao gồm cả các tòa nhà được xây dựng vào thế kỷ 15. Mọi ngôi nhà trên đảo đều bị thiệt hại, với 80% bị phá hủy. Một người thiệt mạng và sáu người bị thương trên đảo. Hai nơi trú ẩn được biết là đã bị mất mái che trước khi thông tin liên lạc bị mất. Tình hình trên đảo rất khó xác định kể từ ngày 17 tháng 11, mặc dù bệnh viện trên đảo được cho là đã bị phá hủy hoặc không thể hoạt động. Mặc dù các mảnh vỡ đã bao phủ các đường băng tại Sân bay El Embrujo, ban đầu ngăn cản máy bay đến hoặc rời đi, đến ngày 17 tháng 11, nó hoạt động đủ để cho phép Tổng thống Duque đến thăm và đánh giá thiệt hại của hòn đảo.
Trên đảo San Andrés, những trận mưa xối xả và những đợt lũ lớn đã gây ra lụt trên diện rộng. Nước biển dâng lên đến 3 m. Gió mạnh đã bật gốc nhiều cây cối, một số cây đổ đè lên nhà và một số ngôi nhà bị tốc mái. Thông tin liên lạc với San Andrés tạm thời bị mất và khoảng 60 phần trăm hòn đảo bị mất điện. Ngập lụt đạt 15 cm tại Sân bay Quốc tế Gustavo Rojas Pinilla, ngăn cản việc sử dụng các đường băng. Một người đã thiệt mạng trên đảo.

### Trung Mỹ

#### Nicaragua

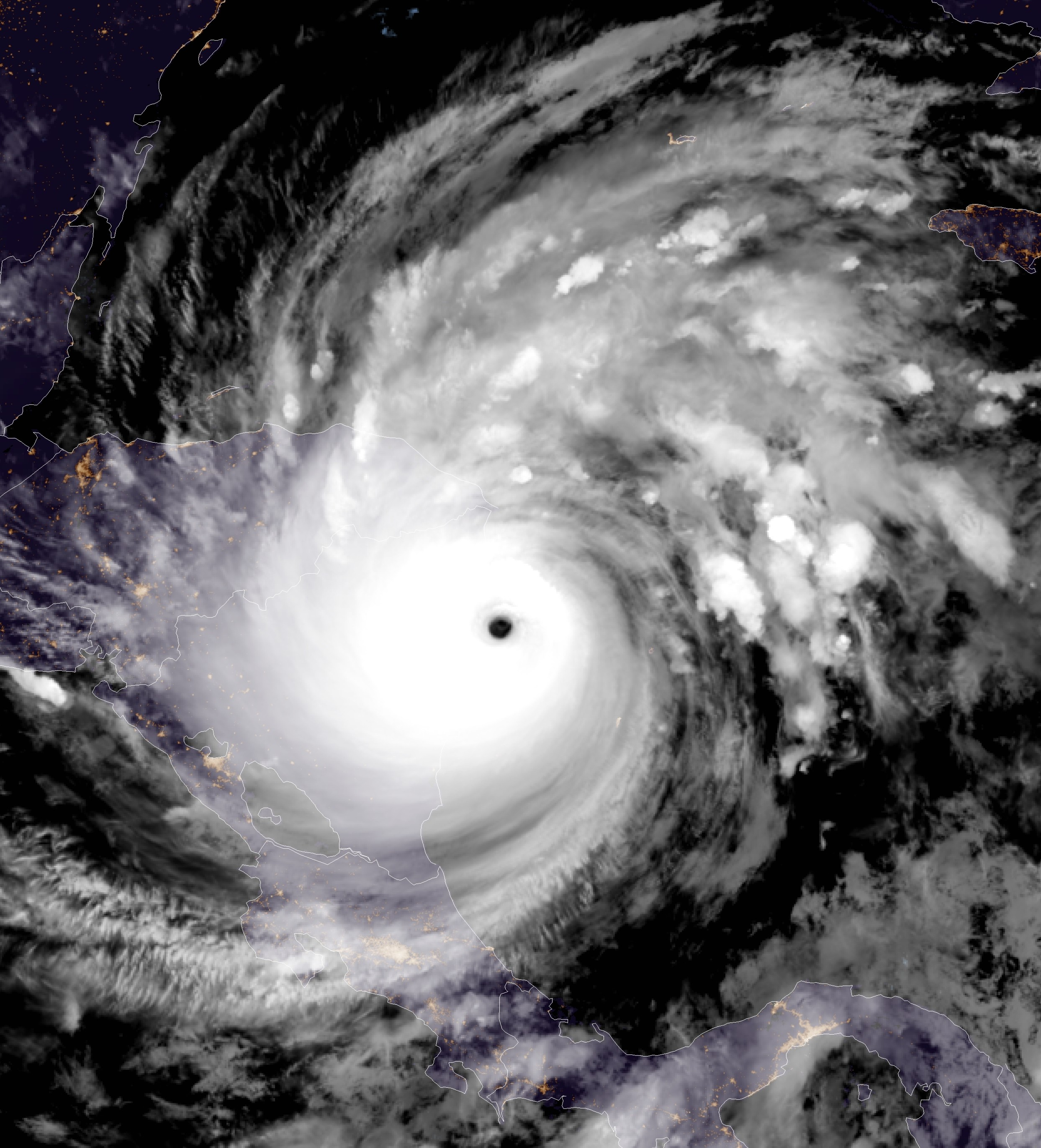
Bão Iota ngay trước khi đổ bộ vào phía nam Puerto Cabezas, Nicaragua

Iota đã đổ bộ ở Nicaragua là một cơn bão cấp 4 gần thị trấn Haulover, ngay phía nam của Puerto Cabezas vào ngày 16, cách 15 dặm (25 km) về phía nam, nơi cơn bão Eta đã đổ bộ 13 ngày trước. Khi Iota đang di chuyển vào bờ, sân bay Puerto Cabezas báo cáo sức gió liên tục 72 hải lý/giờ (85 dặm/giờ; 135 km/giờ) với gió giật đến 98 hải lý/giờ (115 dặm/giờ; 180 km/h) lúc 02:53 UTC ngày 17 tháng 11. Tuy nhiên, các báo cáo về thiệt hại rất hạn chế do thiệt hại mà khu vực đã hứng chịu từ cơn bão Eta trước đó. Các báo cáo này cũng bị hạn chế do hầu hết các liên lạc đến Puerto Cabezas bị đánh sập trong cơn bão. Một đài phát thanh nghiệp dư từ Club de Radio-Experimentadores de Nicaragua (CREN) báo cáo sức gió 124 dặm/giờ (200 km/h) và các mái nhà bị hư hại, mặc dù không rõ đây là gió giật hay gió giật mạnh. Phần mái của một bệnh viện tạm được dùng để thay thế cho một bệnh viện cũ đã bị xé nát, yêu cầu bệnh nhân phải sơ tán ở đó.
Tổng cộng 160.233 ngôi nhà bị mất điện ở Nicaragua và 47.638 gia đình bị mất dịch vụ cấp nước. Instituto Nicaragüense de Telecomunicaciones y Correos|es báo cáo 35 cộng đồng dân cư mất dịch vụ điện thoại.
Mưa xối xả trên mặt đất đã bão hòa dẫn đến lũ lụt và lở đất trên diện rộng. Ít nhất 21 người chết liên quan đến cơn bão trong khi 29 người khác mất tích. Hai đứa trẻ bị cuốn trôi bởi một con sông ở Santa Teresa, Carazo, trong khi ba thành viên khác trong gia đình mất tích; một thành viên thứ sáu trong gia đình đã được giải cứu. Một trận lở đất đã giết chết hai người ở Wiwilí de Jinotega và một người khác chết ở Quilalí. Tại Wiwilí, lo ngại về sự an toàn những cư dân đang di tản vào vùng núi để thoát lũ lụt cũng như nhiều vụ lở đất đã xảy ra trong khu vực. Vào ngày 17 tháng 11, ít nhất 30 người đã bị chôn vùi trong trận lở đất ở Macizo de Penas Blancas, và một cậu bé được tìm thấy bị chôn vùi. Ngày hôm sau, bốn thi thể khác đã được vớt lên, trong đó có một em bé.

#### Honduras
Bão Eta và bão Iota đã nối tiếp nhau đã giết chết khoảng 100 người Honduras và các nhà phân tích địa phương ước tính thiệt hại sẽ khiến đất nước thiệt hại hơn 10 tỷ đô la (8,5 tỷ euro).
Iota tạo ra lượng mưa lớn trên phần lớn lãnh thổ của Honduras, khiến một con sông ở Tocoa tràn nước. Các vụ lở đất và cây cối bị đổ cũng được báo cáo ở một số vùng của đất nước. La Ceiba, Honduras báo cáo một cơn gió mạnh 58 dặm/giờ (93 km/giờ). Ít nhất 16 người đã chết và một người khác mất tích do tác động từ Iota ở Honduras. Lở đất là nguyên nhân chính gây ra các tử vong; một vụ ở San Manuel Colohete làm thiệt mạng 8 người và một vụ ở Los Trapiches làm thiệt mạng 5 người. Teonela Paisano Wood, thị trưởng của Brus Laguna, cho biết lo ngại rằng nếu lượng mưa tiếp tục trút sẽ là mối đe dọa lớn đối với thị trấn. Nhiều ngôi nhà bằng bê tông và gỗ đã biến thành đống đổ nát. Tính đến sáng ngày 18 tháng 11, COPECO báo cáo có 366.123 người bị ảnh hưởng trực tiếp bởi cơn bão. 80% đường xá ở Copán Ruinas không thể đi qua được do lở bùn và lũ quét. Sân bay Quốc tế Ramón Villeda Morales dự kiến sẽ vẫn đóng cửa cho đến giữa tháng 12. Nhà ga hành khách bị hư hỏng nặng, thời gian sửa chữa ước tính kéo dài hơn một tháng.

#### Panama
Các quan chức ở Panama cho biết một người đã thiệt mạng ở Nole Duima thuộc khu vực Ngäbe-Buglé Comarca. Một người khác đã mất tích ở Soloy, cũng trong cùng khu vực.

#### Mexico
Các bang Chiapas, Tabasco và Veracruz đều chịu ảnh hưởng từ mưa của bão Iota. Tổng cộng trên cả ba bang với gần 297.000 người bị ảnh hưởng, cũng như gần 59.000 ngôi nhà bị hư hại. Các con đường bị chặn đã cắt đứt quyền tiếp cận với 135 cộng đồng dân cư.

## Hậu quả

### Colombia
Sau khi khôi phục được việc liên lạc với Providencia vào ngày 16 tháng 11, Tổng thống Duque cam kết cứu trợ ngay lập tức cho hòn đảo. Tình trạng khẩn cấp đã được ban bố trong một năm. Biển động vào ngày 17 tháng 11 đã ngăn cản Hải quân Colombia tiếp cận hòn đảo, mặc dù Duque có thể bay bằng trực thăng để khảo sát trên không. Hai bệnh viện dã chiến và 4.000 lều trại đã được thiết lập trên đảo. Lực lượng cứu hộ tập trung vào việc sơ tán những người bị thương nặng vào đất liền trước khi thành lập các bệnh viện dã chiến. Đến ngày 19 tháng 11, 112 người đã được không vận khỏi đảo. Quân đội Colombia đã triển khai các kỹ sư và 15 tấn lương thực. Duque tuyên bố rằng kế hoạch tái thiết hoàn toàn cơ sở hạ tầng của Providencia sẽ được vạch ra trong vòng 100 ngày và tất cả những ngôi nhà bị phá hủy sẽ được xây dựng lại vào năm 2022. Duque cam kết 150 tỷ peso (41 triệu USD) để sửa chữa cơ sở hạ tầng. Thương vong thấp ở Providencia được cho là do cư dân tuân thủ các cảnh báo và tìm kiếm nơi ẩn náu trong các công trình kiên cố.
Những người phản đối Duque chỉ trích ông vì đã không cho sơ tán Providencia trước cơn bão.
Vào ngày 18 tháng 11, Chính phủ Colombia đã cam kết hỗ trợ 500 tỷ peso (136 triệu USD) cho các nỗ lực phục hồi ở Bolívar và Cartagena.

### Nicaragua
Công ty điện lực của Enatrel đã cử hơn 100 nhân sự đến Bờ biển Caribe để khôi phục điện. Đến ngày 17/11, gần một nửa số dân mất điện đã được khôi phục.
Chiến dịch USA bắt đầu chuẩn bị cho các nỗ lực cứu trợ vào ngày 17 tháng 11. Quân đội Nicaragua đã cử 100 nhân viên cứu hộ đến một địa điểm bị lở đất gây thiệt hại. Cây đổ chắn ngang đường cản trở nỗ lực.